# Darlingtonia (Album)
Darlingtonia ist ein Jazzalbum von Silke Eberhard und Dave Burrell. Die im November 2010 live in der Berliner Kunstfabrik Schlot entstandenen Aufnahmen erschienen im Februar 2012 auf Jazzwerkstatt Records.

## Hintergrund
Die Saxophonistin Silke Eberhard, die sich schon mit ihrer Gruppe Potsa Lotsa mit dem Werk von Eric Dolphy beschäftigt hatte, lernte während eines Jazzwerkstatt-Festivals 2009 den Pianisten Dave Burrell kennen, wo sie ihre Kenntnisse über den jeweils anderen vertiefen konnten. Burrell hatte sich bereits zuvor mit Eberhards Auseinandersetzung mit der Musik Ornette Colemans beschäftigt, während sie den Pianisten als Musiker auf Archie Shepps Alben schätzte.
Die Käfernamen für die sieben Stücke fanden erst im Nachhinein zur Musik – ob Spanische Fliege („Lytta Vesicatoria“) oder Asiatischer Marienkäfer („Harmonia Axyridis“). Das Album ist nach einer monotypischen Gattung der Schlauchpflanzengewächse (Sarraceniaceae) benannt, der Kobralilie.

## Titelliste
- Silke Eberhard / Dave Burrell: Darlingtonia (Jazzwerkstatt jw112)[2]

1. Lytta Vesicatoria 12:14
2. Meloidae 6:56
3. Liloceris Lil II 7:56
4. Rhynocoris Iracundus 14:00
5. Harmonia Axyridis 7:00
6. Stephanitis Takeyai 8:23
7. Ensifera 4:53

Die Kompositionen stammen von Silke Eberhard und Dave Burrell.

## Rezeption
Nach Ansicht von Ken Waxman, der das Album in JazzWord rezensierte, ist es die profunde Kenntnis des Free Jazz seit seinen Anfängen und die Vertrautheit mit dem Zusammenspiel von Klavier und Saxophon, die jegliche Unbehaglichkeit beseitigen, die bei der Dynamik eines jungen europäischen Musikers beim Zusammentreffen mit einem älteren amerikanischen Improvisator entstehen könnte. Gleichzeitig sei Burrell, der als Songwriter der Avantgarde gilt, nicht abgeneigt, kompositorische Anspielungen zu verwenden. Sowohl „Lytta Vesicatoria“ als auch „Ensifera“, der erste und letzte Titel, würden Ragtime-artiges Spiel seinerseits enthalten, und im Laufe des Programms flössen flüchtige Fragmente anderer Melodien in die Improvisationen ein. Auch Eberhard fühle sich in diesem Milieu wohl. Auf „Rhynocoris Iracundus“ beispielsweise reagiere sie nicht nur auf Burrells beidhändige Vamps und prozessionelle Oktavsprünge mit Doppelzungenspiel, Split-Tönen und Hupen, sondern führe im Schlussteil auch Licks ein, deren dramatisches Vibrato an das von „Tender is the Night“ erinnere.
Das Material auf „Darlingtonia“ sei improvisiert, spontan in die Atmosphäre transportiert während eines gemeinsamen Konzertes, schrieb Klaus Hübner in Jazz thing. Die Unmittelbarkeit der Klangentstehung würde sich durch Dialoge auszeichnen, die ohne Punkt und Komma der musikalischen Freiheit gewidmet sind. Der Autor lobt das Spektrum der Klänge; dies sei „ein Stück Perfektion in Einzelschritten“ – Silke Eberhard und Dave Burrell würden ohne Konkurrenzdruck in Höchstform agieren.